# No Future

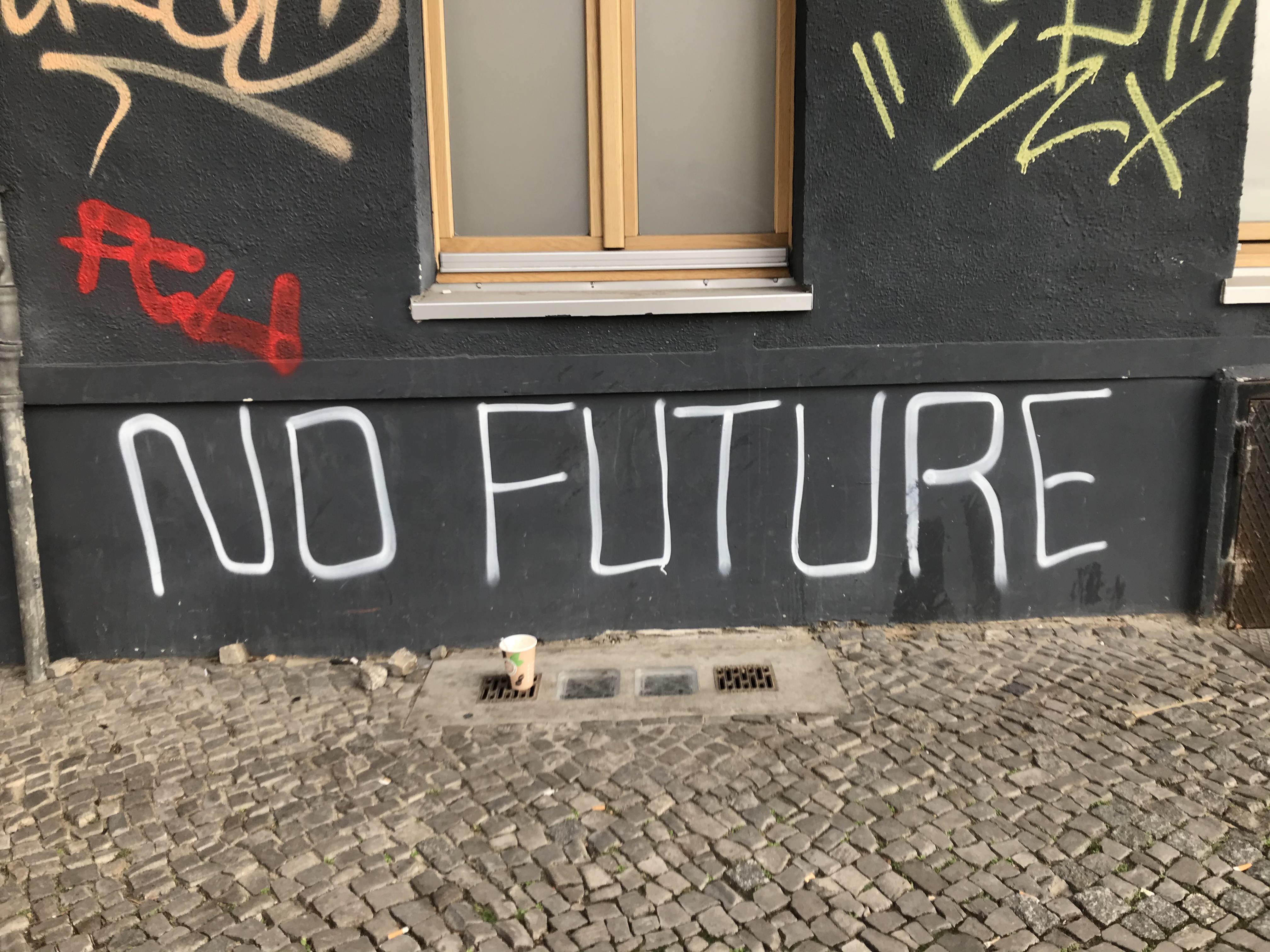
No-Future-Graffito an einer Hauswand.

No Future (Englisch „keine Zukunft“) ist ein Slogan der englischen Punk-Bewegung. Er geht auf das Punk-Stück God Save the Queen der Gruppe Sex Pistols zurück, in dessen Text die Formulierung No Future eine tragende Rolle spielt. Die Single mit dem Stück erschien im Mai 1977, im Jahr des silbernen Thronjubiläums von Queen Elisabeth II. und ist ihr gewidmet. God Save the Queen erreichte kurz darauf Platz 2 der englischen Hitparade. 

## Songtext
Auszug aus dem Songtext:
When there’s no future how can there be sin
We’re the flowers in the dustbin
We’re the poison in the human machine
We’re the future, your future!
(Wenn es keine Zukunft gibt, wie kann es dann Sünde geben / Wir sind die Blumen im Abfalleimer /
Wir sind das Gift in der menschlichen Maschine / Wir sind die Zukunft – eure Zukunft!)
Der Songtext enthält weiter die Zeile
There is no future in England’s dreaming! (Es liegt keine Zukunft in Englands Träumerei!)
Zum Zeitpunkt der Feierlichkeiten anlässlich des Thronjubiläums der Queen hatten die Sex Pistols und ihr Manager Malcolm McLaren ein Boot gemietet, mit dem sie sich auf der Themse den Feierlichkeiten näherten, während die Band ihre Version von God Save the Queen spielte. Das Boot – obwohl legal durch die Plattenfirma Virgin Records gemietet – wurde von der Polizei aufgebracht und gewaltsam geräumt, und es kam zu Verhaftungen und Handgreiflichkeiten mit den Beamten.

## Slogan
Von der Gesellschaft wie von manchen Punks selbst wurde der Slogan als Ausdruck von Pessimismus und Verzweiflung gebraucht, im Konsum von Alkohol und anderen Drogen sah man ihn als selbstschädigenden Lebensstil verkörpert („Live fast, die young“). In Wirklichkeit war der Slogan jedoch als Absage an die zeitgenössischen Eliten gemeint, in Großbritannien verkörpert durch die Queen als aristokratisches Relikt einer vergangenen Zeit, dem trotzdem besonders von konservativer Seite großer Respekt entgegengebracht wurde. So lautet eine Zeile im Refrain von God Save the Queen:
There’s no future for you! (deutsch: „Für Euch gibt es keine Zukunft!“)
John Lydon, Co-Autor von God Save the Queen und unter dem Pseudonym Johnny Rotten als Sänger der Sex Pistols bekannt, erklärte in einem Interview, wie er die Aussage No Future verstanden haben wollte: „Diese Textzeile ,no future‘, die ist prophetisch: Wenn du deine Zukunft nicht selbst in die Hand nimmst, dann wirst du auch keine haben – so einfach ist das.“ In seiner 1994 erschienenen Autobiographie No Irish, No Blacks, No Dogs betont Lydon darüber hinaus: „Außer Sid [Vicious] war keiner der Pistols selbstzerstörerisch drauf – ganz im Gegenteil. Wir hatten die Absicht, das System zu zerstören, aber bestimmt nicht uns selbst.“

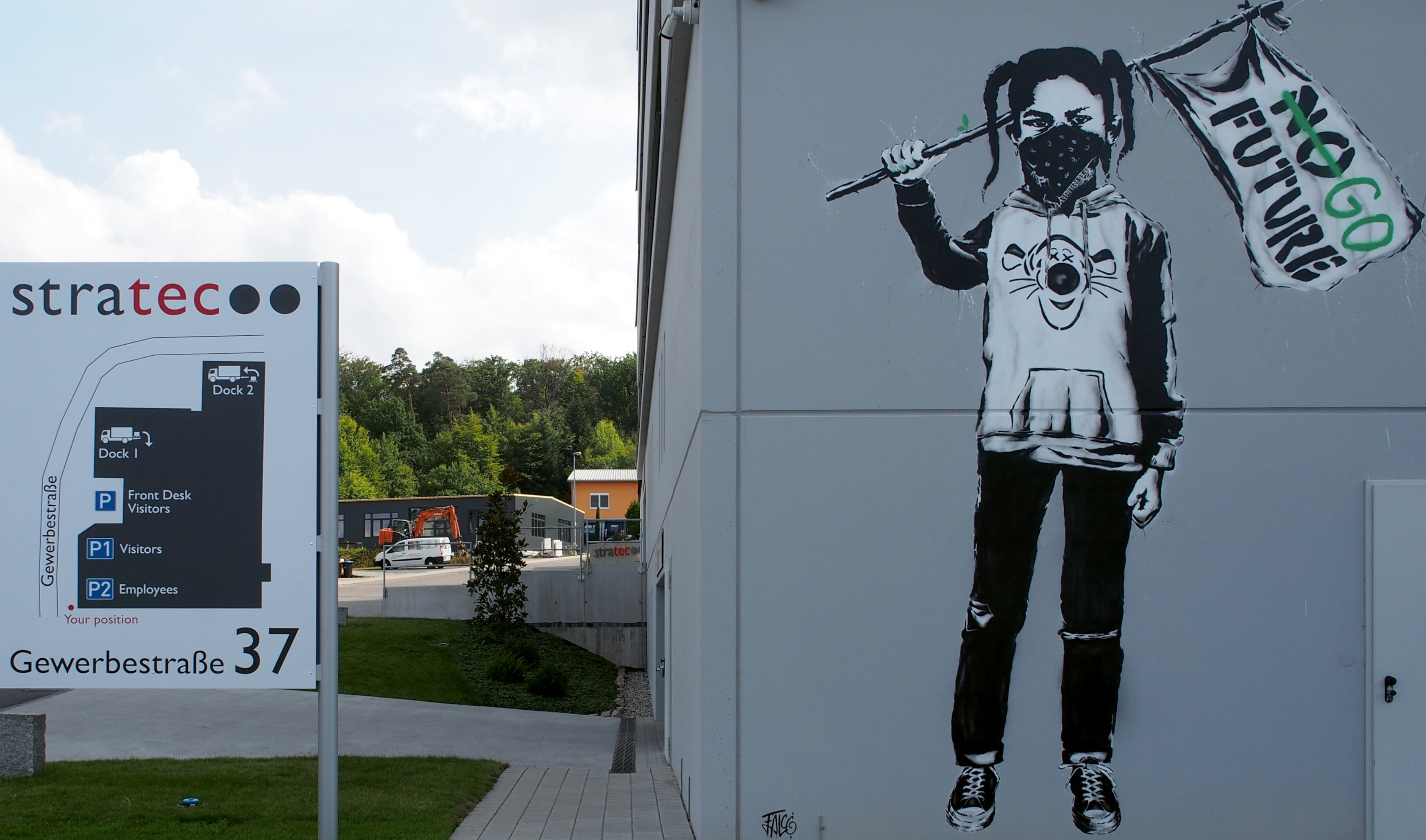
Auf diesem Wandgemälde wird der Slogan in Go Future geändert.

Der Musikjournalist Greil Marcus kommentierte den Slogan in seinem Buch Lipstick Traces, einer Analyse kultureller Avantgarden des Zwanzigsten Jahrhunderts, mit den Worten: „Natürlich konnte Johnny Rotten nicht die Zukunft vorhersagen; er konnte nur darauf beharren, daß sie in der Vergangenheit enthalten war. Das bedeutete »no-future«.“
Andere begriffen den Slogan der Sex Pistols als ausschließlich ironisch gemeinte Formel. Moritz Reichelt, Maler und als „Moritz R®“ Mitglied der Neue-Deutsche-Welle-Band Der Plan, äußerte sich dazu in einem Interview: „Punk war ja anfangs feinste Ironie. »No Future« – das waren für mich ironische Statements. Daran habe ich nie geglaubt. Ich stand der Zukunft ganz positiv gegenüber. Und wenn ich »No Fun« oder »I’m so bored« sagte, dann sollte das ja nur ausdrücken, wie ich mich fühlte. Und zwar nicht mit einem ernsthaften Statement, sondern mittels ironischer Überaffirmation. Das war ja der Trick der Zeit.“
Der Slogan No Future wurde aber auch als Kampfansage an eine offizielle technische Fortschrittsgläubigkeit und an einen politischen Optimismus der 1980er-Jahre verstanden, den viele Jugendliche unter anderem wegen des im Kalten Krieg ständig drohenden Nuklearen Holocausts nicht teilen wollten.